# Babér (heraldika)
A babér viszonylag gyakori címerkép. A heraldikában főleg mint babérág és babérkoszorú fordul elő, de megtalálható a babérfa is, mint pl. a rozsnyóbányai és budaméri Újházy család 1609-es címerében. A babér hosszúkás, hegyes végű leveléről ismerhető fel. A babérágon a levelek mellett általában a babérbogyókat is ábrázolják. A babér szinte mindig természetes módon, zöld színben látható. Babérból készült a régi hatalmi és dicsőségjelvény, a babérkoszorú is.
Névváltozatok (babérfa): bajfűfa (Melius Juhász Péter), borostyánkő (Szenczi Molnár Albert és Comenius szótárában)

Rövidítések:
A biológiai változatok közül a legismertebb a nemes babérfa (Laurus nobilis). Gyümölcsét (Bacca Lauri) gyomorerősítőként, füstölőként, állati orvosságként, olaját (oleum lauri aethereum) krónikus bőrkiütések és férgek ellen használták. Gyümölcséből kifőzés és sajtolás útján zöld, félig folyékony babérolajat (oleum laurinum) nyertek, melyet bedörzsölésre és bebalzsamozásra használták. A lappoknak és szamojédeknek kedvelt izgató és élvezeti szerük volt. Az ember számára nem kellemetlen szaga elriasztja a legyeket.

Egy példa: a babérfa

A babért, a görögök Daphnéját régebben bálványfának tekintették és Apollónak szentelték. Örökzöld lombja miatt nagyra becsülték. A dicsőség és érdem jelképe lett. A thébaiak a 9-évenként ünnepelt daphnephoriákon az ajtókat, a házi isteneket és az ősök képeit babérágakkal ékesítették fel. Apolló papjai is babérkoszorút viseltek, hogy prófétai álmot lássanak, e célból vánkosuk alá is babérlevelet tettek. Áldozat alkalmával babért égettek. A csendes égés rossz idő, a ropogás és pattogás ellenben szerencse jele volt. Az ókorban gyakori balhiedelem volt, hogy a babérba a villám belecsap, ezért Tiberius császár, mihelyt zivatar kezdett mutatkozni, fejére babérkoszorút tett. Innen is lett hatalmi jelkép. A régiek azt is hitték, hogy a babérlevél élvezete igazmondó és jósló ítéletet is kölcsönöz (daphnomanteia), ezért amikor Pythia a háromlábú jósszékhez ment, babérágakkal volt körülcsavargatva, babérlevelet kellett rágnia, és ezért Daphnephagos mellékneve is volt. Apolló is babérággal vonult be Delfibe. Ezek folytán a babér Görögországban hamar elterjedt. Babérág lett az énekesek jelző növénye, s mint Corona triumphalis (koszorú) a győztes hadvezér és költő homlokát diszítette. Ezen a réven lett a babérkoszorú később a kitüntetés szimbóluma, a doktorrá avatottat is gyümölcsös babérággal koszorúzták meg és a baccalaureus (a. m. babérbogyós) kitüntető szó is innen ered. A mai görög nép virágvasárnap a babérágat a templomba viszi. Hazánkban a babér nem honos, és így a nép életével kevésbé forrt össze. Csak a heraldikában szerepel gyakrabban.

## Lásd még
borostyán (heraldika), koszorú (heraldika), baccalaureus, korona